# Taylor Aronson
Taylor Aronson (* 30. Dezember 1991 in Placentia, Kalifornien) ist ein US-amerikanischer Eishockeyspieler, der zuletzt bei den Kölner Haien in der Deutschen Eishockey Liga auf der Position des Verteidigers spielte.

## Karriere
Aronson spielte zunächst im Juniorenteam der Los Angeles Kings und setzte seine Juniorenkarriere bei den Portland Winterhawks in der Western Hockey League fort. Im Jahr 2010 wurde der Offensivverteidiger in der dritten Runde des NHL Entry Draft 2010 von den Nashville Predators aus der National Hockey League gezogen. Über den ECHL-Klub Cincinnati Cyclones, der von 2007 bis 2017 ein Farmteam des Nashville-Franchises war, erspielte sich Aronson 2014 einen Stammplatz bei den Milwaukee Admirals, dem AHL-Team in der Organisation der Nashville Predators. Dort wurde er innerhalb seines Teams mit 32 bzw. 40 Scorerpunkten in zwei aufeinanderfolgenden Spielzeiten punktbester Verteidiger. Zudem waren seine 36 Torvorlagen in der Saison 2015/16 der Bestwert aller Spieler der Admirals.
Nach insgesamt 163 AHL-Spielen und fünf Jahren in der Nashville-Organisation entschied Aronson, diese in Richtung Europa zu verlassen. Er wechselte in die Kontinentale Hockey-Liga zum HK Lada Toljatti und unterschrieb dort für ein Jahr. Er gewann mit dem Team 21 von 60 Saisonspielen und wurde Vorletzter der Ost-Konferenz. Diese Saison war nicht nur sportlich, sondern auch für Aronson persönlich eine Herausforderung, denn in Russland traf er auf ein Team, in dem er der Einzige war, der Englisch sprach. Auch die Ansprachen wurden auf Russisch gehalten. Trotzdem beendete Aronson die Saison mit zwei Toren und 13 Assists.
Am 24. Juli 2017 wurde bekannt, dass Taylor Aronson in die Deutsche Eishockey Liga zu den Nürnberg Ice Tigers wechselt. Er unterschrieb einen Einjahresvertrag. Am 24. Oktober 2017 gaben die Ice Tigers bekannt, dass der Vertrag mit Aronson um ein weiteres Jahr verlängert wurde. Zur Saison 2019/20 wechselte der Verteidiger, welcher in der Spielzeit 2017/18 mit 30 Punkten der offensiv erfolgreichste Spieler seines Vereins auf dieser Position war, zum Ligakonkurrenten Kölner Haie.

## Karrierestatistik
(Legende zur Spielerstatistik: Sp oder GP = absolvierte Spiele; T oder G = erzielte Tore; V oder A = erzielte Assists; Pkt oder Pts = erzielte Scorerpunkte; SM oder PIM = erhaltene Strafminuten; +/− = Plus/Minus-Bilanz; PP = erzielte Überzahltore; SH = erzielte Unterzahltore; GW = erzielte Siegtore; 1 Play-downs/Relegation; Kursiv: Statistik nicht vollständig)